# Âne zamorano-leonés
Pour les articles homonymes, voir Zamorano et Léon.
L’âne zamorano-leonés est une race d’âne espagnole originaire des provinces de Zamora et de León qui lui ont donné son nom.  
Ses origines sont anciennes et liées, comme le baudet du Poitou, au développement de la production mulassière au XIXe siècle.
La race est gérée par l'Asociación de Ganado Selecto de Raza Zamorano Leonesa qui tient le studbook, cherche à maintenir les critères de la race et assure sa promotion.
C'est un âne de grande taille au poil long et rude, dont l'élevage est aujourd'hui menacé au vu de l'âge avancé de ses sujets ainsi que de ses éleveurs.
Il est toujours utilisé pour les travaux traditionnels comme la traction et le transport, mais il trouve aussi sa place dans le tourisme, le loisir, les randonnées ainsi que dans l'accompagnement thérapeutique.   

## Histoire
Ses origines remonteraient au Xe siècle. Les premières traces d'élevage connues sont situées dans la cordillère Cantabrique entre les rivières Cea et Orbigo. Entre le XIIIe siècle et le XVIIIe siècle, la race a été beaucoup exportée dans les pays limitrophes, mais aussi à l'étranger.
Au XVIIIe siècle, la race reçoit l'influence du baudet du Poitou avec lequel il partage plusieurs ressemblances morphologiques. La race atteint son apogée au XIXe siècle et au début du XXe siècle lors du développement de la production mulassière, et ce tout particulièrement dans la province de Zamora.
Avec l'augmentation des surfaces agricoles et des échanges commerciaux, la mule possède en effet un grand intérêt économique à l'époque en raison de ses qualités de traction et de transport.
Il est aussi utilisé pour le travail de la vigne et des champs, et comme auxiliaire dans l'élevage des bovins et ovins.
Dans les années 1940, la Dirección General de Ganadería crée le Livre Généalogique de la race dans les provinces de Zamora et de León. Mais celui-ci tombe en désuétude dans les années 1960, allant jusqu'à disparaître. La race rentre alors dans une période de grande crise, où ne subsistent que quelques élevages dans le berceau de la race, ainsi que quelques élevages gérés par l'armée de terre et le ministère de l'agriculture.
En 1980 ce dernier assure la race d'une "Protection officielle", et en 1987 elle rentre même dans la catégorie des races en "danger d'extinction", catégorie dans laquelle elle se trouve toujours aujourd'hui.
L'année 1995 voit la naissance de l'Asociación de Ganado Selecto de Raza Zamorano Leonesa (ASZAL), qui, avec l'aide des administrations locales, veille à la sélection, l'identification et la promotion de la race. Un nouveau Livre Généalogique de la race a aussi été ouvert en 1998.

## Description

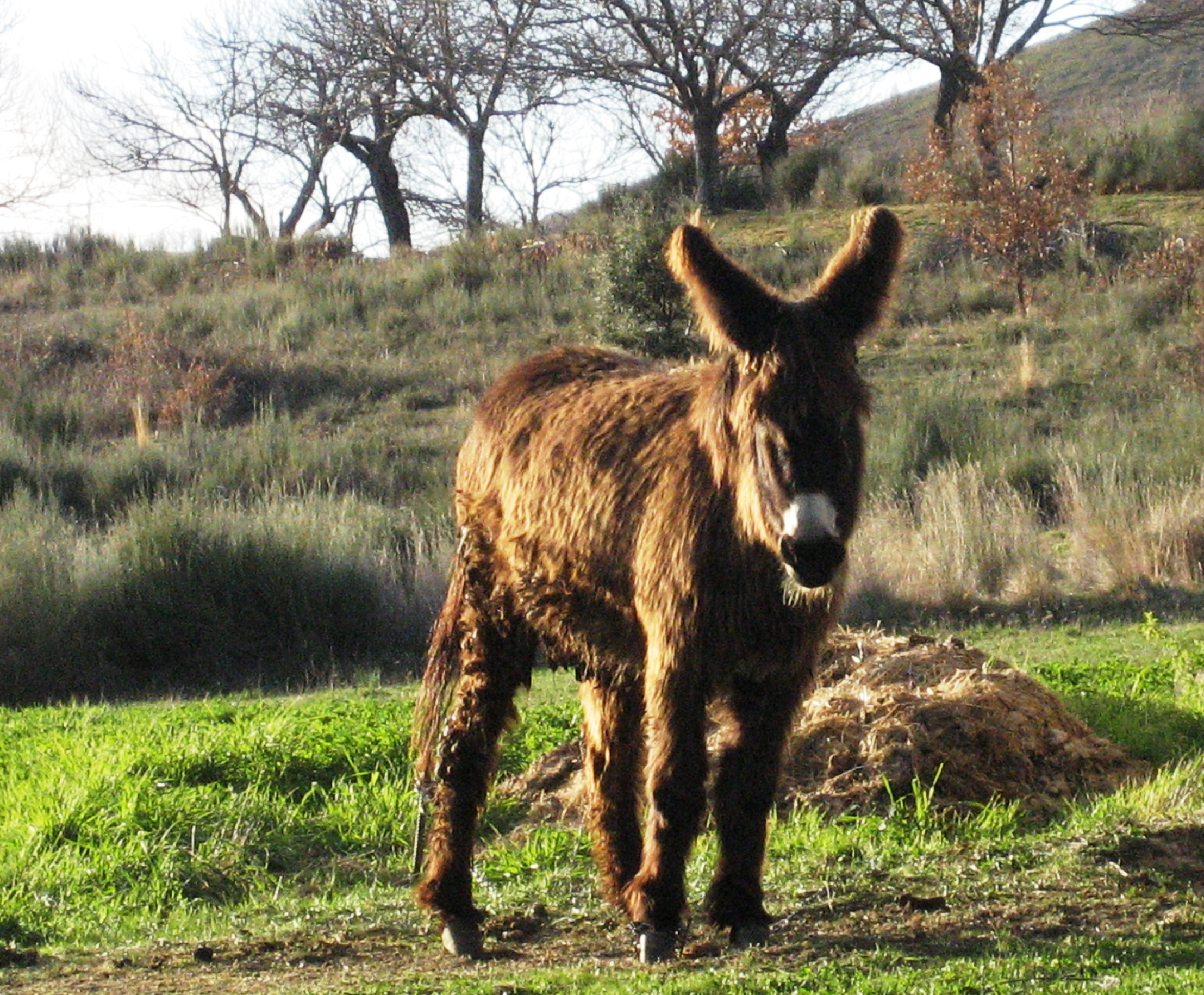
Le poil est long et rude.

C'est un âne de grande taille, bien bâti, de forte corpulence et au squelette robuste. Il est aussi caractérisé par un poil rude et abondant.
La tête est longue, grande et large. Le profil est concave avec un chanfrein caractéristique et un maxillaire inférieur puissant. Ses oreilles sont grandes, larges, inclinées vers les côtés et recouvertes de longs poils se terminant en mèches.
L'encolure est à la fois musclée, courte et épaisse avec une orientation rectiligne et horizontale. On dit aussi qu'il a une encolure de cerf. Ses membres sont forts et plutôt courts. L'épaule, elle aussi courte, est très légèrement oblique. Le poitrail est saillant avec un sternum proéminent, enfoncé et étroit. Le thorax est profond. Son dos est droit et horizontal, avec une tendance à l'ensellement. Le rein est court et large. La croupe est haute et courte, présentant une forme d'amande. Son ventre est volumineux.
La queue est épaisse à la base et recouverte de longs poils à son extrémité.
Le dimorphisme sexuel est bien marqué chez cette race. La tête est ainsi plus petite chez la femelle, tout comme son encolure. 
Sa robe est noir mal teint ou couleur poix. Le nez est pourvu de taches blanc argenté et des marques blanches sont présentes au niveau des yeux ainsi que sur le ventre, l'intérieur des cuisses et les ars.
C'est un âne avec un bon tempérament.

## Diffusion de l'élevage

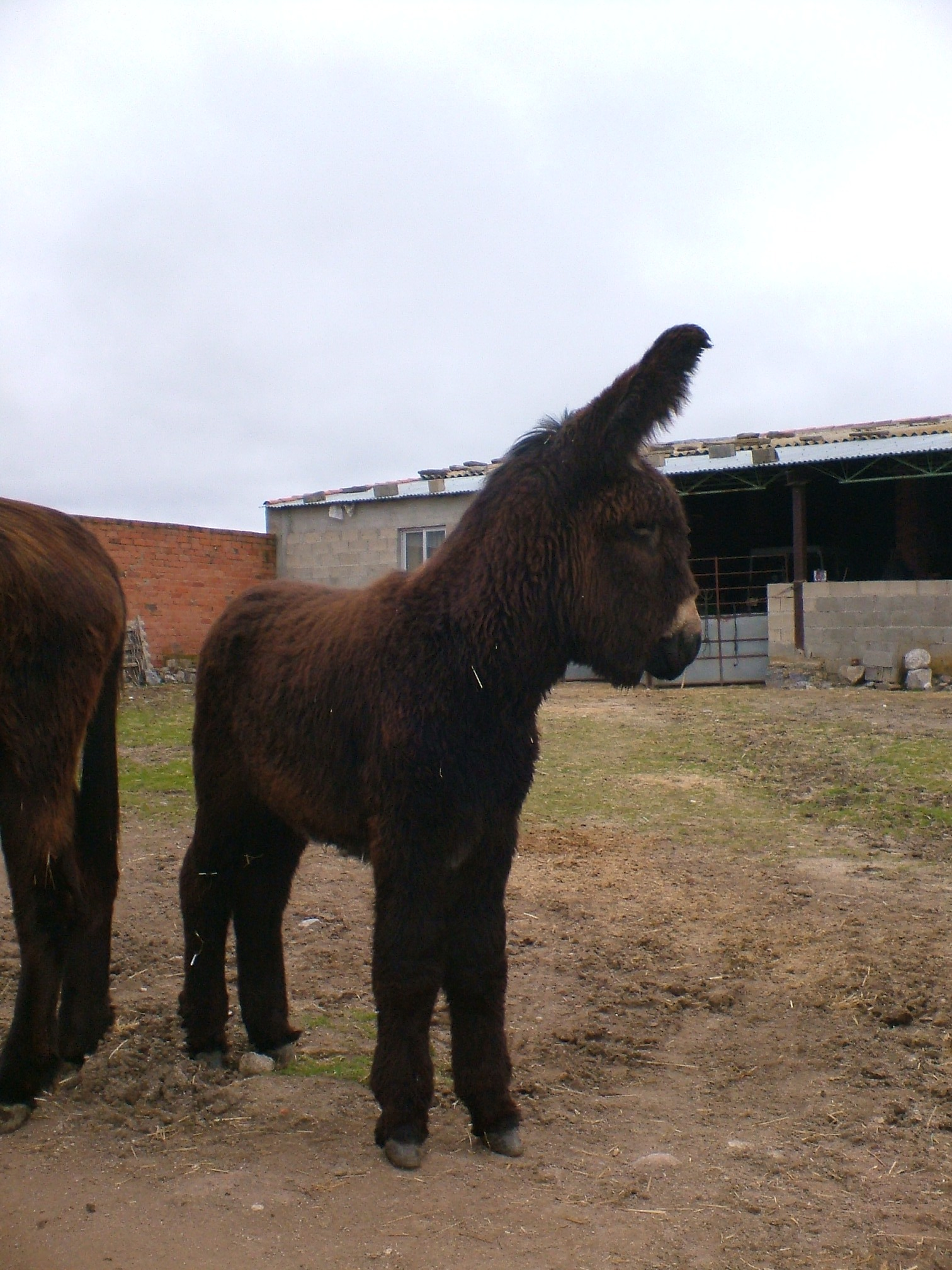
Ânon zamorano-leonés.

L'Association Nationale d'Éleveurs de la Race Asine Zamorano-Leonés (Asociación nacional de criadores de raza asnal zamorano-leonesa) regroupe environ 550 membres, qui se répartissent à 80 % dans la province de Zamora et 20 % dans d'autres provinces. Le dernier recensement fait l'état d'environ 915 animaux et 750 éleveurs.
L'association a pour objectif de veiller à la conservation, à l'amélioration et à la promotion de la race. Elle assure la gestion du livre généalogique, aide les éleveurs, assure le recensement et le marquage d'exemplaires, ainsi que la promotion de la race. Elle participe aussi aux programmes communautaires de conservation.
Le principal danger pour la race est aujourd'hui lié à l'âge avancé des éleveurs et des animaux. Environ 75 % du cheptel d'ânesses est, en raison de leur âge, probablement stériles ou devenues incapables de procréer.

## Utilisations
Autrefois utilisé pour la production de mules et de mulets, ainsi que pour le travail dans les vignes et les champs, il trouve aujourd'hui sa place dans le tourisme, le loisir, les randonnées et les activités éducatives. C'est un parfait animal de compagnie, qui se révèle également un partenaire fiable dans l'accompagnement thérapeutique des personnes ayant un handicap physique ou psychologique.